# 크루 드래곤 프리덤

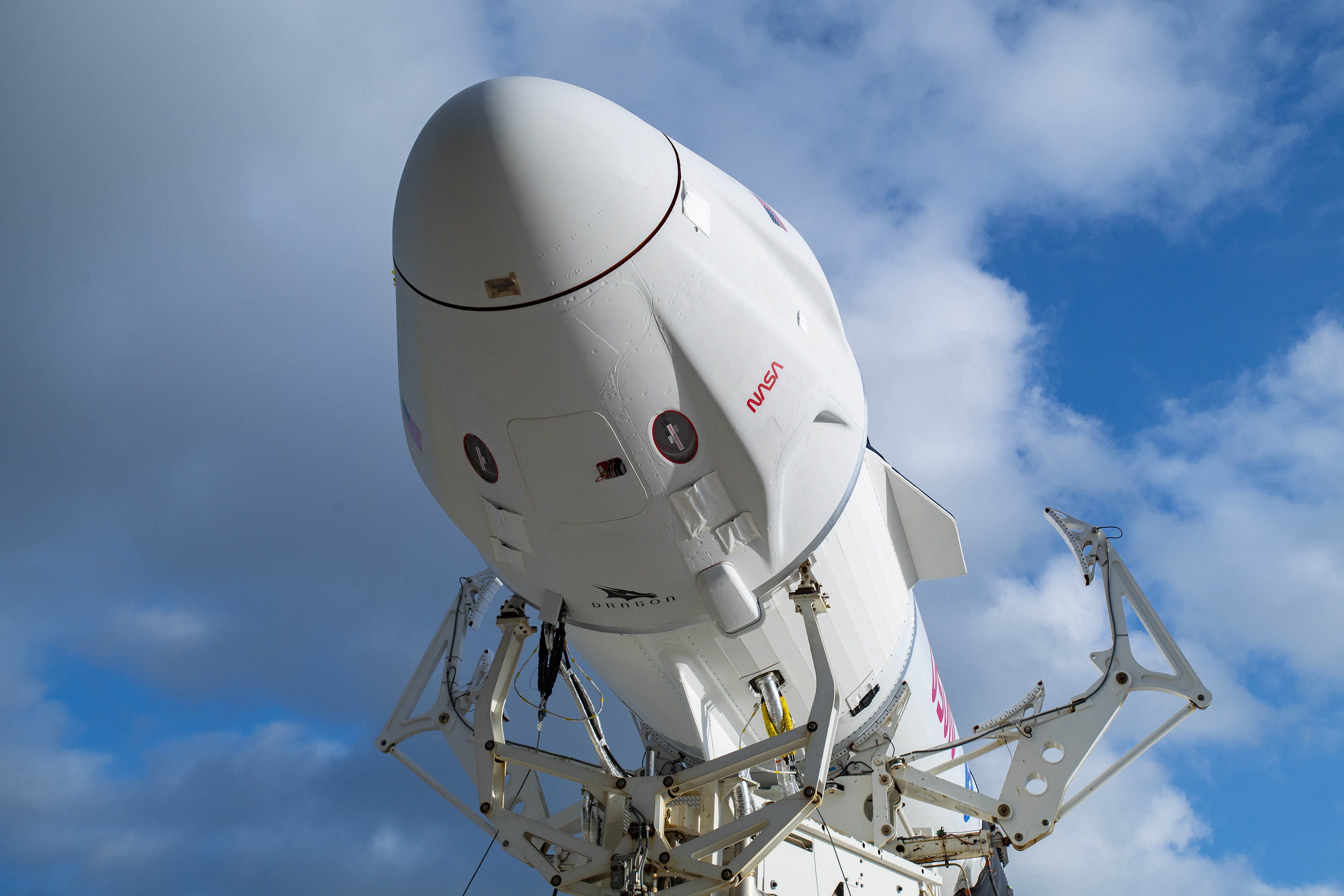
2022년 4월의 크루 드래곤 프리덤 모습

크루 드래곤 프리덤(Crew Dragon Freedom, 일련 번호 C212)은 스페이스X가 제조하고 운영하는 네 번째 크루 드래곤 재사용 우주선이다. 스페이스X 크루-4 임무를 통해 2022년 4월 27일 국제우주정거장(ISS)으로 처음 발사되었다. 이후 2023년 5월 액시엄 미션 2와 2024년 1월 액시엄 미션 3에 사용되었으며, 이는 액시엄 스페이스가 운영하는 ISS에 대한 두 개의 민간 우주 비행 임무이다. 2024년 9월 스페이스X 크루-9(SpaceX Crew-9) 임무 수행이 예정됐다. 캡슐 이름은 인간의 기본적인 자유권과 미국 최초의 유인 우주비행에 우주비행사 앨런 셰퍼드(Alan Shepard)를 태운 프리덤 7(Freedom 7) 캡슐의 이름을 따서 명명됐다.